# Europawahl im Vereinigten Königreich 2014
- SF: 1
- Labour: 20
- Plaid: 1
- Greens: 3
- SNP: 2
- LibDem: 1
- UUP: 1
- Cons.: 19
- DUP: 1
- UKIP: 24

- VEL: 1
- S&D: 20
- G/EFA: 6
- ALDE: 1
- EKR: 20
- NI: 1
- EFDD: 24

Die Europawahl im Vereinigten Königreich 2014 fand am 22. Mai 2014 als Teil der Europawahl 2014 statt. Bei dieser Wahl wurden im Vereinigten Königreich 73 der 751 Abgeordneten ins Europäische Parlament gewählt.

## Wahlsystem
Die 73 Abgeordneten werden in 12 Wahlkreisen gewählt. In jedem Wahlkreis, mit Ausnahme Nordirlands, wird dabei separat das Verhältniswahlrecht angewandt. Pro Wahlkreis werden zwischen drei und zehn Mandate vergeben. In Nordirland kommt ein System mit übertragbarer Einzelstimmgebung zur Anwendung.
Wahlkreise:
- East Midlands 5
- East of England 7
- London 8
- North East England 3
- North West England 8
- South East England 10
- South West England (einschließlich Gibraltar) 6
- Yorkshire and the Humber 6
- West Midlands 7
- Wales 4
- Schottland 6
- Nordirland 3

## Ausgangslage
Bei der Europawahl 2009 wurden die Conservative Party stärkste Partei und erreichte 27 Sitze (einschließlich eines Sitzes für die nordirische Ulster Conservatives and Unionists – New Force und einem zusätzlichen Sitz nach Inkrafttreten des Vertrag von Lissabon). Zweitstärkste Partei wurde die EU-kritische UK Independence Party (UKIP), während die damals regierende Labour Party starke Stimmverluste hinnehmen musste. Mit der British National Party (BNP) zog erstmals eine rechtsextreme Partei aus dem Vereinigten Königreich ins Europaparlament ein.
Die Abgeordneten der Conservatives schlossen sich nicht mehr wie zuvor der Fraktion der Europäischen Volkspartei (EVP) an, sondern gründeten die neue Fraktion Europäische Konservative und Reformer (ECR). Während der Legislaturperiode kam es zu mehreren Partei- bzw. Fraktionsübertritten, insbesondere zu Austritten aus der UKIP.

## Umfragen
| Datum             | Institut      | Cons | UKIP | Labour | LibDem | SNP | PC  | Greens | BNP | Andere |
| ----------------- | ------------- | ---- | ---- | ------ | ------ | --- | --- | ------ | --- | ------ |
| 22. Mai 2014      | YouGov        | 22   | 27   | 26     | 9      | 3   | 3   | 10     | 1   | 3      |
| 22. Mai 2014      | Opiniun       | 21   | 32   | 25     | 6      | 5   | 1   | 6      | 1   | 2      |
| 21. Mai 2014      | YouGov        | 23   | 27   | 27     | 10     | 3   | 3   | 8      | 1   | 2      |
| 20. Mai 2014      | Survation     | 22,6 | 31,5 | 27,1   | 8,5    | 3,9 | 0,2 | 3,9    | 1,1 | 1,3    |
| 20. Mai 2014      | Opiniun       | 20   | 31   | 29     | 5      | 4   | 1   | 5      | 3   | 2      |
| 20. Mai 2014      | YouGov        | 21   | 24   | 28     | 10     | 3   | 3   | 12     | 1   | 1      |
| 20. Mai 2014      | TNS           | 21   | 31   | 28     | 7      | –   | –   | –      | –   | 13     |
| 19. Mai 2014      | ComRes        | 20   | 33   | 27     | 7      | 4   | 1   | 6      | 1   | 1      |
| 18. Mai 2014      | ComRes        | 20   | 35   | 24     | 6      | 4   | 1   | 7      | 2   | 3      |
| 17. Mai 2014      | ICM           | 26   | 25   | 29     | 7      | –   | –   | –      | –   | 13     |
| 16. Mai 2014      | YouGov        | 23   | 26   | 27     | 9      | 3   | 3   | 9      | 1   | 1      |
| 15. Mai 2014      | ComRes        | 22   | 34   | 24     | 8      | 4   | 1   | 5      | 1   | 0      |
| 14. Mai 2014      | YouGov        | 22   | 25   | 28     | 10     | 3   | 3   | 10     | 1   | 1      |
| 13. Mai 2014      | Opiniun       | 22   | 30   | 28     | 7      | 4   | 1   | 5      | 2   | 2      |
| 12. Mai 2014      | ICM           | 27   | 26   | 24     | 7      | 2   | 2   | 10     | 0   | 3      |
| 11. Mai 2014      | Survation     | 20,7 | 31,5 | 27,8   | 9,3    | 3,0 | 1,9 | 5,0    | 0,5 | 0,4    |
| 9. Mai 2014       | Opiniun       | 23   | 28   | 27     | 8      | 3   | 1   | 5      | 3   | 2      |
| 7. Mai 2014       | YouGov        | 23   | 31   | 25     | 9      | 3   | 3   | 8      | 1   | 2      |
| 6. Mai 2014       | Survation     | 24   | 31   | 28     | –      | –   | –   | –      | –   | 10     |
| 4. Mai 2014       | YouGov        | 22   | 29   | 28     | 7      | 3   | 3   | 8      | 1   | 1      |
| 4. Mai 2014       | YouGov        | 23   | 29   | 26     | 10     | 3   | 3   | 7      | 1   | 1      |
| 4. Mai 2014       | YouGov        | 22   | 27   | 30     | 9      | 3   | 3   | 8      | 1   | 1      |
| 1. Mai 2014       | YouGov        | 22   | 28   | 29     | 9      | 3   | 3   | 8      | 1   | 1      |
| 30. April 2014    | TNS           | 18   | 36   | 27     | 10     | 3   | 1   | –      | –   | 5      |
| 30. April 2014    | ComRes        | 18   | 38   | 27     | 8      | 3   | 1   | 4      | 0   | 1      |
| 26. April 2014    | YouGov        | 19   | 31   | 28     | 9      | 3   | 3   | 8      | 0   | 1      |
| 23. April 2014    | YouGov        | 22   | 27   | 30     | 10     | 3   | 3   | 6      | 1   | 1      |
| 19. April 2014    | ICM           | 22   | 27   | 30     | 8      | 4   | 1   | 6      | –   | 3      |
| 14. April 2014    | ICM           | 25   | 20   | 36     | 6      | 5   | 1   | 6      | 0   | 1      |
| 9. April 2014     | TNS           | 21   | 29   | 30     | 9      | 3   | 1   | –      | –   | 7      |
| 8. April 2014     | Populus       | 27   | 25   | 31     | 10     | 3   | 1   | 3      | 0   | 1      |
| 6. April 2014     | YouGov        | 23   | 28   | 30     | 9      | 4   | 4   | 5      | 0   | 1      |
| 5. April 2014     | Survation     | 21,4 | 26,6 | 33,9   | 9,0    | 4,5 | 0,5 | 2,9    | 0,7 | 0,5    |
| 5. April 2014     | ComRes        | 22   | 30   | 30     | 8      | 4   | 1   | 3      | 2   | 1      |
| 30. März 2014     | YouGov        | 24   | 23   | 32     | 11     | 3   | 3   | 5      | 1   | 1      |
| 27. März 2014     | YouGov        | 24   | 26   | 28     | 11     | 3   | 3   | 7      | 1   | 1      |
| 23. März 2014     | Survation     | 27,7 | 22,9 | 32,2   | 7,4    | 4,5 | 0,9 | 3,4    | 0,9 | 0,2    |
| 19. März 2014     | YouGov        | 24   | 23   | 32     | 10     | 4   | 4   | 5      | 1   | 1      |
| 15. März 2014     | ComRes        | 21   | 30   | 28     | 8      | 5   | 1   | 6      | 1   | 0      |
| 10. Februar 2014  | ICM           | 25   | 20   | 35     | 9      | –   | –   | 7      | –   | 4      |
| 15. Januar 2014   | YouGov        | 23   | 26   | 32     | 9      | 3   | 3   | 5      | 0   | 1      |
| 4. Januar 2014    | Survation     | 23,2 | 25,9 | 32,1   | 8,6    | 3,2 | 0,9 | 4,9    | 0,9 | 0,3    |
| 22. November 2013 | Survation     | 23,7 | 24,6 | 31,7   | 8,1    | 1,9 | 0,6 | 5,5    | 3,5 | 0,4    |
| 13. Oktober 2013  | Survation     | 21,3 | 22,2 | 35,1   | 11,1   | 2,8 | 1,7 | 4,9    | 0,7 | 0,2    |
| 24. Mai 2013      | ComRes        | 21   | 27   | 23     | 18     | 4   | 1   | 4      | 1   | 1      |
| 18. Mai 2013      | Survation     | 20   | 30   | 31     | 8      | 2,5 | 0,7 | 5,5    | 1,8 | 0,2    |
| 18. Januar 2013   | YouGov        | 30   | 12   | 38     | 13     | 3   | 3   | 3      | 1   | 0      |
| 13. Januar 2013   | ComRes        | 22   | 23   | 35     | 8      | 4   | 1   | 5      | 2   | 1      |
| 11. Januar 2013   | YouGov        | 24   | 19   | 36     | 12     | 2   | 2   | 6      | 3   | 1      |
| 9. Januar 2013    | YouGov        | 27   | 17   | 27     | 12     | 3   | 3   | 2      | 0   | 1      |
| 4. Januar 2013    | Survation     | 24,2 | 21,8 | 31,3   | 10,7   | 3,0 | 0,8 | 6,3    | 1,4 | 0,5    |
| Ergebnis 2009     | Ergebnis 2009 | 27,2 | 16,5 | 15,7   | 13,7   | 2,1 | 0,8 | 8,6    | 6,2 | 8,2    |

## Wahlergebnis

### Landesweite Ergebnisse

Mehrheitsverhältnisse landesweit (ohne Nordirland, mit Gibraltar):

| Europawahl im Vereinigten Königreich 2014 | Europawahl im Vereinigten Königreich 2014 | Europawahl im Vereinigten Königreich 2014 | Europawahl im Vereinigten Königreich 2014 | Europawahl im Vereinigten Königreich 2014 | Europawahl im Vereinigten Königreich 2014 | Europawahl im Vereinigten Königreich 2014 | Europawahl im Vereinigten Königreich 2014 | Europawahl im Vereinigten Königreich 2014 | Europawahl im Vereinigten Königreich 2014 | Europawahl im Vereinigten Königreich 2014 | Europawahl im Vereinigten Königreich 2014 |
| Partei                                    | Partei                                    | Europa- partei                            | Europa- partei                            | Fraktion                                  | Fraktion                                  | Stimmen                                   | Stimmen                                   | Stimmen                                   | Sitze                                     | Sitze                                     | Sitze                                     |
| Partei                                    | Partei                                    | Europa- partei                            | Europa- partei                            | Fraktion                                  | Fraktion                                  | Zahl                                      | Anteil                                    | +/-                                       | Zahl                                      | +/-                                       | Anteil                                    |
| ----------------------------------------- | ----------------------------------------- | ----------------------------------------- | ----------------------------------------- | ----------------------------------------- | ----------------------------------------- | ----------------------------------------- | ----------------------------------------- | ----------------------------------------- | ----------------------------------------- | ----------------------------------------- | ----------------------------------------- |
|                                           | UK Independence Party                     | Keine                                     | Keine                                     |                                           | EFDD                                      | 4.376.635                                 | 26,60 %                                   | ▲10,61 %                                  | 24                                        | ▲11                                       | 32,88 %                                   |
|                                           | Labour Party                              |                                           | SPE                                       |                                           | S&D                                       | 4.020.646                                 | 24,43 %                                   | ▲9,19 %                                   | 20                                        | ▲7                                        | 27,40 %                                   |
|                                           | Conservative Party                        |                                           | AECR                                      |                                           | ECR                                       | 3.792.549                                 | 23,05 %                                   | ▼3,83 %                                   | 19                                        | ▼6                                        | 26,03 %                                   |
|                                           | Green Party of England and Wales          |                                           | EGP                                       |                                           | G-EFA                                     | 1.136.670                                 | 6,91 %                                    | ▼0,92 %                                   | 3                                         | ▲1                                        | 4,11 %                                    |
|                                           | Scottish National Party                   |                                           | EFA                                       |                                           | G-EFA                                     | 389.503                                   | 2,37 %                                    | ▲0,31 %                                   | 2                                         | ▬                                         | 2,74 %                                    |
|                                           | Liberal Democrats                         |                                           | ALDE                                      |                                           | ALDE                                      | 1.087.633                                 | 6,61 %                                    | ▼6,71 %                                   | 1                                         | ▼10                                       | 1,37 %                                    |
|                                           | Sinn Féin                                 | Keine                                     | Keine                                     |                                           | EUL-NGL                                   | 159.813                                   | 0,97 %                                    | ▲0,16 %                                   | 1                                         | ▬                                         | 1,37 %                                    |
|                                           | Democratic Unionist Party                 | Keine                                     | Keine                                     | Keine                                     | Keine                                     | 131.163                                   | 0,80 %                                    | ▲0,23 %                                   | 1                                         | ▬                                         | 1,37 %                                    |
|                                           | Plaid Cymru                               |                                           | EFA                                       |                                           | G-EFA                                     | 111.864                                   | 0,68 %                                    | ▼0,13 %                                   | 1                                         | ▬                                         | 1,37 %                                    |
|                                           | Ulster Unionist Party                     |                                           | AECR                                      |                                           | ECR                                       | 83.438                                    | 0,51 %                                    | ▼0,02 %                                   | 1                                         | ▬                                         | 1,37 %                                    |
|                                           | An Independence from Europe               | Keine                                     | Keine                                     | Keine                                     | Keine                                     | 235.124                                   | 1,43 %                                    | Neu                                       | 0                                         | Neu                                       | 0,00 %                                    |
|                                           | British National Party                    |                                           | AENM                                      | Keine                                     | Keine                                     | 179.694                                   | 1,09 %                                    | ▼4,95 %                                   | 0                                         | ▼2                                        | 0,00 %                                    |
|                                           | English Democrats                         | Keine                                     | Keine                                     | Keine                                     | Keine                                     | 126.024                                   | 0,77 %                                    | ▼1,03 %                                   | 0                                         | ▬                                         | 0,00 %                                    |
|                                           | Scottish Green Party                      |                                           | EGP                                       | Keine                                     | Keine                                     | 108.305                                   | 0,66 %                                    | ▲0,14 %                                   | 0                                         | ▬                                         | 0,00 %                                    |
|                                           | Social Democratic and Labour Party        |                                           | SPE                                       |                                           | S&D                                       | 81.594                                    | 0,50 %                                    | ▼0,01 %                                   | 0                                         | ▬                                         | 0,00 %                                    |
|                                           | Traditional Unionist Voice                | Keine                                     | Keine                                     | Keine                                     | Keine                                     | 75.806                                    | 0,46 %                                    | ▲0,04 %                                   | 0                                         | ▬                                         | 0,00 %                                    |
|                                           | Christian Peoples Alliance                |                                           | ECPM                                      | Keine                                     | Keine                                     | 50.222                                    | 0,31 %                                    | ▼1,29 %                                   | 0                                         | ▬                                         | 0,00 %                                    |
|                                           | Alliance Party of Northern Ireland        | Keine                                     | Keine                                     | Keine                                     | Keine                                     | 44.432                                    | 0,27 %                                    | ▲0,10 %                                   | 0                                         | ▬                                         | 0,00 %                                    |
|                                           | No2EU                                     | Keine                                     | Keine                                     | Keine                                     | Keine                                     | 31.757                                    | 0,19 %                                    | ▼0,79 %                                   | 0                                         | ▬                                         | 0,00 %                                    |
|                                           | 4 Freedoms Party                          | Keine                                     | Keine                                     | Keine                                     | Keine                                     | 28.014                                    | 0,17 %                                    | Neu                                       | 0                                         | Neu                                       | 0,00 %                                    |
|                                           | We Demand a Referendum Now                | Keine                                     | Keine                                     | Keine                                     | Keine                                     | 23.426                                    | 0,14 %                                    | Neu                                       | 0                                         | Neu                                       | 0,00 %                                    |
|                                           | National Health Action Party              | Keine                                     | Keine                                     | Keine                                     | Keine                                     | 23.253                                    | 0,14 %                                    | Neu                                       | 0                                         | Neu                                       | 0,00 %                                    |
|                                           | Animal Welfare Party                      | Euro Animal 7                             | Euro Animal 7                             | Keine                                     | Keine                                     | 21.092                                    | 0,13 %                                    | ▲0,04 %                                   | 0                                         | ▬                                         | 0,00 %                                    |
|                                           | Britain First                             | Keine                                     | Keine                                     | Keine                                     | Keine                                     | 20.272                                    | 0,12 %                                    | Neu                                       | 0                                         | Neu                                       | 0,00 %                                    |
|                                           | Yorkshire First                           | Keine                                     | Keine                                     | Keine                                     | Keine                                     | 19.017                                    | 0,12 %                                    | Neu                                       | 0                                         | Neu                                       | 0,00 %                                    |
|                                           | Europeans Party                           | Keine                                     | Keine                                     | Keine                                     | Keine                                     | 10.712                                    | 0,06 %                                    | Neu                                       | 0                                         | Neu                                       | 0,00 %                                    |
|                                           | Green Party in Northern Ireland           |                                           | EGP                                       | Keine                                     | Keine                                     | 10.598                                    | 0,06 %                                    | ▼0,04 %                                   | 0                                         | ▬                                         | 0,00 %                                    |
|                                           | NI21                                      | Keine                                     | Keine                                     | Keine                                     | Keine                                     | 10.553                                    | 0,06 %                                    | Neu                                       | 0                                         | Neu                                       | 0,00 %                                    |
|                                           | Peace Party                               | Keine                                     | Keine                                     | Keine                                     | Keine                                     | 10.130                                    | 0,06 %                                    | ▬                                         | 0                                         | ▬                                         | 0,00 %                                    |
|                                           | Andere                                    | Diverse                                   | Diverse                                   | Keine                                     | Keine                                     | 55.011                                    | 0,33 %                                    | ▼3,36 %                                   | 0                                         | ▬                                         | 0,00 %                                    |
| Gültige Stimmen                           | Gültige Stimmen                           | Gültige Stimmen                           | Gültige Stimmen                           | Gültige Stimmen                           | Gültige Stimmen                           | 16.454.950                                | 100,00 %                                  |                                           | 73                                        |                                           | 100,00 %                                  |
| Ungültige Stimmen                         | Ungültige Stimmen                         | Ungültige Stimmen                         | Ungültige Stimmen                         | Ungültige Stimmen                         | Ungültige Stimmen                         | 90.812                                    | 0,55 %                                    |                                           |                                           |                                           |                                           |
| Abgegebene Stimmen                        | Abgegebene Stimmen                        | Abgegebene Stimmen                        | Abgegebene Stimmen                        | Abgegebene Stimmen                        | Abgegebene Stimmen                        | 16.545.762                                |                                           |                                           |                                           |                                           |                                           |
| Wahlbeteiligung                           | Wahlbeteiligung                           | Wahlbeteiligung                           | Wahlbeteiligung                           | Wahlbeteiligung                           | Wahlbeteiligung                           |                                           | 34,19 %                                   |                                           |                                           |                                           |                                           |

### England

Mehrheitsverhältnisse in England.
Relative Mehrheit für:

In England werden 60 Sitze in 9 Wahlkreisen vergeben.
|        | UK Independence Party            | 4.009.534  | 29,16 % | ▲11,56 % | 22 | ▲10 | 36,67 % |
|        | Labour Party                     | 3.466.095  | 25,20 % | ▲10,15 % | 17 | ▲7  | 28,33 % |
|        | Conservative Party               | 3.429.333  | 24,94 % | ▼3,98 %  | 17 | ▼6  | 28,33 % |
|        | Green Party of England and Wales | 1.103.395  | 8,02 %  | ▼0,86 %  | 3  | ▲1  | 5,00 %  |
|        | Liberal Democrats                | 963.384    | 7,00 %  | ▼7,06 %  | 1  | ▼9  | 1,67 %  |
|        | An Independence from Europe      | 235.124    | 1,71 %  | Neu      | 0  | Neu | 0,00 %  |
|        | British National Party           | 161.823    | 1,18 %  | ▼5,40 %  | 0  | ▼2  | 0,00 %  |
|        | English Democrats                | 126.024    | 0,92 %  | ▼1,17 %  | 0  | ▬   | 0,00 %  |
|        | Christian Peoples Alliance       | 50.222     | 0,37 %  | ▼1,27 %  | 0  | ▬   | 0,00 %  |
|        | 4 Freedoms Party                 | 28.014     | 0,20 %  | Neu      | 0  | Neu | 0,00 %  |
|        | We Demand a Referendum Now       | 23.426     | 0,17 %  | Neu      | 0  | Neu | 0,00 %  |
|        | National Health Action Party     | 23.253     | 0,17 %  | Neu      | 0  | Neu | 0,00 %  |
|        | No2EU                            | 22.536     | 0,16 %  | ▼0,85 %  | 0  | ▬   | 0,00 %  |
|        | Animal Welfare Party             | 21.092     | 0,15 %  | ▲0,05 %  | 0  | ▬   | 0,00 %  |
|        | Yorkshire First                  | 19.017     | 0,14 %  | Neu      | 0  | Neu | 0,00 %  |
|        | Europeans Party                  | 10.712     | 0,08 %  | Neu      | 0  | Neu | 0,00 %  |
|        | Peace Party                      | 10.130     | 0,07 %  | ▬        | 0  | ▬   | 0,00 %  |
|        | Andere                           | 49.168     | 0,36 %  | ▼3,64 %  | 0  | ▬   | 0,00 %  |
| Gesamt | Gesamt                           | 13.752.282 | 100,0 % |          | 60 |     | 100,0 % |

#### Gibraltar
Die Wähler von Gibraltar stimmten innerhalb des Wahlkreises South West England ab.
| Partei                                      | Partei                                      | Stimmen | Stimmen  | Stimmen  |
| Partei                                      | Partei                                      | Zahl    | Anteil   | +/−      |
| ------------------------------------------- | ------------------------------------------- | ------- | -------- | -------- |
|                                             | Liberal Democrats (LibDem)                  | 4.822   | 67,16 %  | +48,98 % |
|                                             | Conservative Party (Con)                    | 1.236   | 17,21 %  | −36,09 % |
|                                             | Labour Party (Lab)                          | 659     | 9,18 %   | −9,84 %  |
|                                             | UK Independence Party (UKIP)                | 290     | 4,04 %   | +2,61 %  |
|                                             | Green Party of England and Wales (Green)    | 84      | 1,17 %   | −2,04 %  |
|                                             | British National Party (BNP)                | 42      | 0,58 %   | −0,77 %  |
|                                             | English Democrats (ED)                      | 24      | 0,33 %   | −0,20 %  |
|                                             | Independence from Europe                    | 23      | 0,32 %   | Neu      |
| Gesamt                                      | Gesamt                                      | 7.180   | 100,00 % | ±0,00 %  |
| Gültige Stimmen                             | Gültige Stimmen                             | 7.180   | 98,19 %  |          |
| Ungültige Stimmen                           | Ungültige Stimmen                           | 132     | 1,81 %   |          |
| Abgegebene Stimmen                          | Abgegebene Stimmen                          | 7.312   | 100,00 % |          |
| Anzahl der Wahlberechtigten/Wahlbeteiligung | Anzahl der Wahlberechtigten/Wahlbeteiligung | 22.265  | 32,84 %  |          |

### Schottland

Mehrheitsverhältnisse in Schottland.
Relative Mehrheit für:

Im Wahlkreis Schottland werden 6 Sitze vergeben.
|                 | Scottish National Party | 389.503   | 29,0 %  | ▼0,1 % | 2 | ▬   | 33,3 %  |
|                 | Labour Party            | 348.219   | 25,9 %  | ▲5,1 % | 2 | ▬   | 33,3 %  |
|                 | Conservative Party      | 231.330   | 17,2 %  | ▲0,4 % | 1 | ▬   | 16,7 %  |
|                 | UK Independence Party   | 140.534   | 10,5 %  | ▲5,2 % | 1 | ▲1  | 16,7 %  |
|                 | Scottish Green Party    | 108.305   | 8,1 %   | ▲0,8 % | 0 | ▬   | 0,0 %   |
|                 | Liberal Democrats       | 95.319    | 7,1 %   | ▼4,4 % | 0 | ▼1  | 0,0 %   |
|                 | Britain First           | 13.639    | 1,0 %   | Neu    | 0 | Neu | 0,0 %   |
|                 | British National Party  | 10.216    | 0,8 %   | ▼1,7 % | 0 | ▬   | 0,0 %   |
|                 | No2EU                   | 6.418     | 0,5 %   | ▼0,4 % | 0 | ▬   | 0,0 %   |
| Gesamt          | Gesamt                  | 1.343.483 | 100,0 % |        | 6 |     | 100,0 % |
| Wahlbeteiligung | Wahlbeteiligung         |           | 33,5 %  | ▲5,0 % |   |     |         |

### Wales

Mehrheitsverhältnisse in Wales.
Relative Mehrheit für:

Im Wahlkreis Wales werden 4 Sitze vergeben.
|                 | Labour Party                     | 206.332 | 28,15 % | ▲7,9 %  | 1 | ▬   | 25,0 %  |
|                 | UK Independence Party            | 201.983 | 27,55 % | ▲14,8 % | 1 | ▬   | 25,0 %  |
|                 | Conservative Party               | 127.742 | 17,43 % | ▼3,8 %  | 1 | ▬   | 25,0 %  |
|                 | Plaid Cymru                      | 111.864 | 15,26 % | ▼3,3 %  | 1 | ▬   | 25,0 %  |
|                 | Green Party of England and Wales | 33.275  | 4,54 %  | ▼1,0 %  | 0 | ▬   | 0,0 %   |
|                 | Liberal Democrats                | 28.930  | 3,95 %  | ▼6,7 %  | 0 | ▬   | 0,0 %   |
|                 | British National Party           | 7.655   | 1,04 %  | ▼4,4 %  | 0 | ▬   | 0,0 %   |
|                 | Britain First                    | 6.633   | 0,9 %   | Neu     | 0 | Neu | 0,0 %   |
|                 | Socialist Labour Party           | 4.459   | 0,61 %  | ▼1,2 %  | 0 | ▬   | 0,0 %   |
|                 | No2EU                            | 2.803   | 0,38 %  | ▼0,9 %  | 0 | ▬   | 0,0 %   |
|                 | Socialist Party of Great Britain | 1.384   | 0,19 %  | Neu     | 0 | Neu | 0,0 %   |
| Gesamt          | Gesamt                           | 733.060 | 100,0 % |         | 4 |     | 100,0 % |
| Wahlbeteiligung | Wahlbeteiligung                  |         | 31,5 %  | ▲1,1 %  |   |     |         |

### Nordirland
Im Wahlkreis Nordirland werden 3 Sitze vergeben. Es kommt ein System mit übertragbarer Einzelstimmgebung zur Anwendung.
|                    | Sinn Féin                          | 159.813 | 25,5 %   | ▼0,5 % | 1 | ▬   | 33,3 %   |
|                    | Democratic Unionist Party          | 131.163 | 20,9 %   | ▲2,7 % | 1 | ▬   | 33,3 %   |
|                    | Ulster Unionist Party *            | 83.438  | 13,3 %   | Neu    | 1 | Neu | 33,3 %   |
|                    | Social Democratic and Labour Party | 81.594  | 13,0 %   | ▼3,2 % | 0 | ▬   | 0,0 %    |
|                    | Traditional Unionist Voice         | 75.806  | 12,1 %   | ▼1,6 % | 0 | ▬   | 0,0 %    |
|                    | Alliance Party of Northern Ireland | 44.432  | 7,1 %    | ▲1,6 % | 0 | ▬   | 0,0 %    |
|                    | UK Independence Party              | 24.584  | 3,9 %    | Neu    | 0 | Neu | 0,0 %    |
|                    | Green Party in Northern Ireland    | 10.598  | 1,7 %    | ▼1,6 % | 0 | ▬   | 0,0 %    |
|                    | NI21                               | 10.553  | 1,7 %    | Neu    | 0 | Neu | 0,0 %    |
|                    | Conservative Party *               | 4.144   | 0,7 %    | Neu    | 0 | Neu | 0,0 %    |
| Gültige Stimmen    | Gültige Stimmen                    | 626.125 | 100,00 % |        | 3 |     | 100,00 % |
| Ungültige Stimmen  | Ungültige Stimmen                  | 9.968   | 1,57 %   |        |   |     |          |
| Abgegebene Stimmen | Abgegebene Stimmen                 | 636.093 |          |        |   |     |          |
| Wahlbeteiligung    | Wahlbeteiligung                    |         | 51,89 %  |        |   |     |          |

## Sitzverteilung
| Partei | Partei                           | Europa- partei | Sitze | Sitze  | Sitze  | Fraktion     | Wahlkreise                |
| Partei | Partei                           | Europa- partei | 2009  | 2014 1 | 2014 2 | Fraktion     | Wahlkreise                |
| ------ | -------------------------------- | -------------- | ----- | ------ | ------ | ------------ | ------------------------- |
|        | Conservative Party               | AECR           | 25    | 26     | 19     | ECR          | alle                      |
|        | Ulster Unionist Party            | AECR           | 1 3   | 1      | 1      | ECR          | Nordirland                |
|        | Labour Party                     | SPE            | 13    | 13     | 20     | S&D          | alle außer NI             |
|        | Liberal Democrats                | ALDE           | 11    | 12     | 1      | ALDE         | alle außer NI             |
|        | Green Party of England and Wales | EGP            | 2     | 2      | 3      | Grüne/EFA    | alle in England und Wales |
|        | Scottish National Party          | EFA            | 2     | 2      | 2      | Grüne/EFA    | Schottland                |
|        | Plaid Cymru                      | EFA            | 1     | 1      | 1      | Grüne/EFA    | Wales                     |
|        | Sinn Féin                        | —              | 1     | 1      | 1      | GUE-NGL      | Nordirland                |
|        | UK Independence Party (UKIP)     | —              | 13    | 8      | 24     | EFD          | alle                      |
|        | UK Independence Party (UKIP)     | —              | 13    | 1 4    |        | fraktionslos | alle                      |
|        | British National Party           | AENB           | 2     | 1      | 0      | fraktionslos | alle in England und Wales |
|        | Democratic Unionist Party        | —              | 1     | 1      | 1      | fraktionslos | Nordirland                |
|        | British Democratic Party         | —              | —     | 1 5    |        | fraktionslos | keiner                    |
|        | We Demand a Referendum Party     | —              | —     | 1 6    | 0      | fraktionslos | West-Midlands             |
|        | An Independence from Europe      | —              |       | 2 7    | 0      | fraktionslos | alle in England           |
|        | parteilos (Godfrey Bloom) 8      | EAF            |       | 1      |        | fraktionslos | keiner                    |

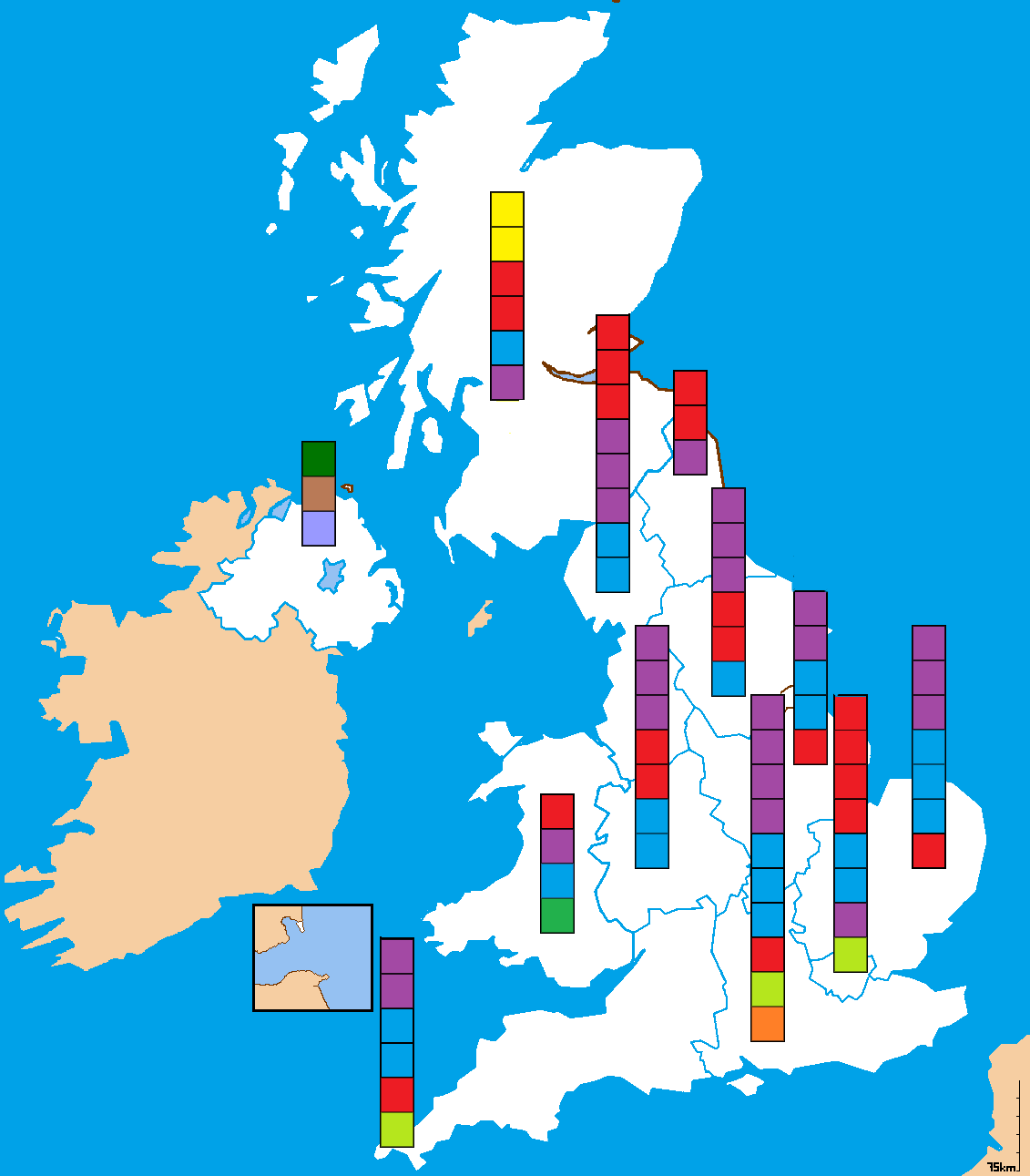
Ergebnisse nach Wahlkreisen:

Folgende weitere Parteien traten in mehreren Wahlkreisen an:
- English Democrats (in ganz England)
- Christian Peoples Alliance (London, Süd-Ost, Ost; Mitglied der ECPM)
- Harmony Party (London, Ost Midlands, West Midlands, Süd-Ost)
- LibertyGB (Süd-Ost und Ost)
- No2EU (West Midlands, Wales, London, Schottland, Nord-Ost, Nord-West, Yorkshire and the Humber)
- Roman Party AVE (Ost, Süd-Ost)
- Peace Party (Ost, Süd-Ost)
- Socialist Party of Great Britain (Süd-Ost und Wales)
- YOURvoice (Süd-Ost, Ost)

Folgende weitere Parteien traten nur in einem Wahlkreis an:
| England - Pirate Party UK (Nord-West; Mitglied der PPEU) - Socialist Equality Party (Nord-West) - National Health Action (London) - 4 Freedoms Party (UK EPP) (London) - Animal Welfare Party (London) - Communities United (London) - Europeans Party (London) - National Liberal Party (London) - Yorkshire First (Yorkshire/Humber) | Schottland und Wales - Scottish Green Party (Schottland; Mitglied der EGP) - United in Europe (Schottland) - Britain First (Schottland und Wales) - Socialist Labour Party (Wales) | Nordirland - NI21 - Alliance Party of Northern Ireland (Mitglied der ALDE) - Green Party in Northern Ireland (Mitglied der EGP) - Social Democratic and Labour Party (Mitglied der SPE) - Traditional Unionist Voice |